# Tiberius Antistius Marcianus

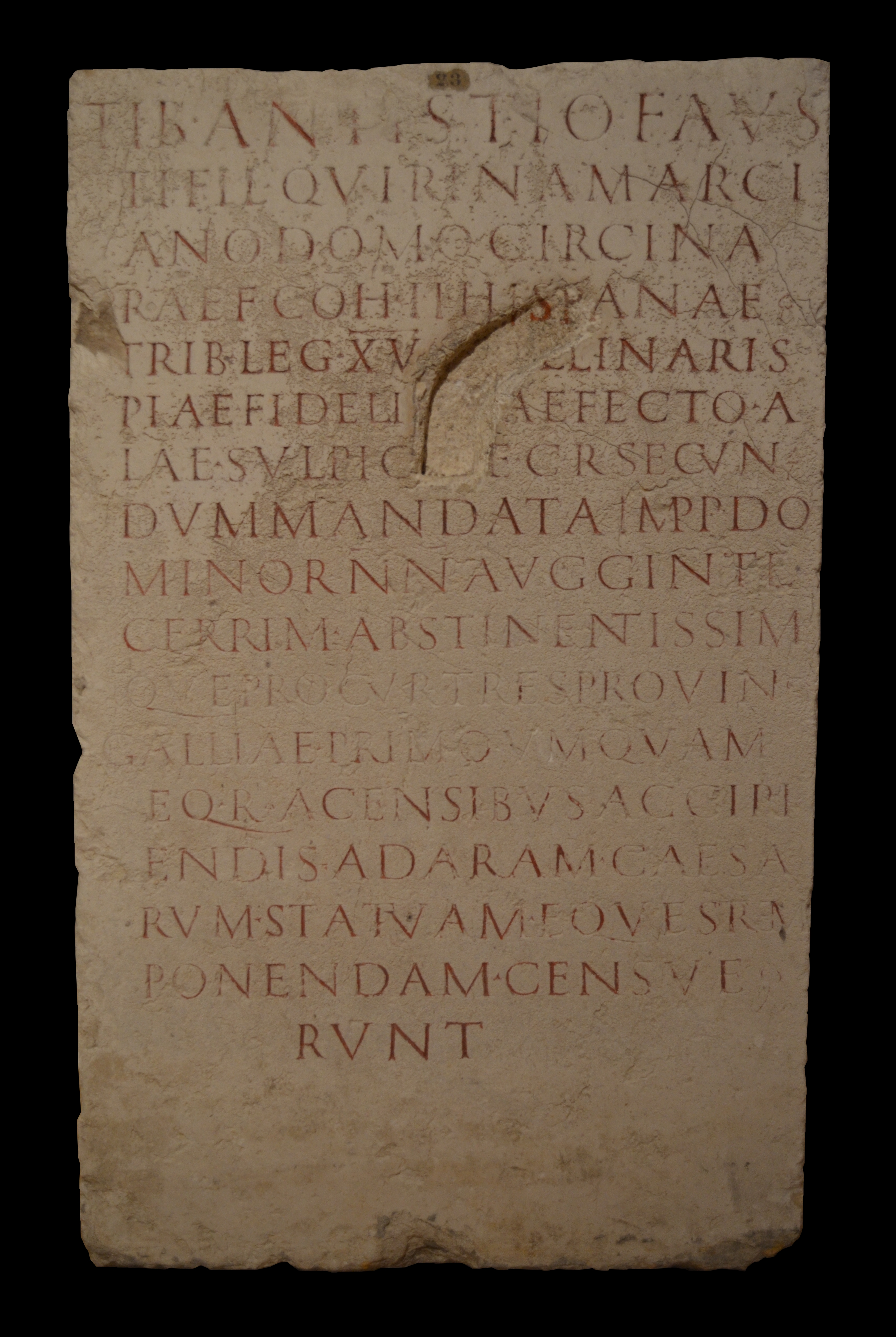
Die Inschrift

Tiberius Antistius Marcianus (vollständige Namensform Tiberius Antistius Fausti filius Quirina Marcianus) war ein im 2. Jahrhundert n. Chr. lebender Angehöriger des römischen Ritterstandes (Eques) aus der gens Antistia.
Durch eine Inschrift, die in Lugudunum gefunden wurde und die auf 198/211 datiert wird, ist die militärische Laufbahn (siehe Tres militiae) von Marcianus bekannt. Er war zunächst Kommandeur (Präfekt) einer Cohors II Hispana. Danach wurde er tribunus militum in der Legio XV Apollinaris pia fidelis. Im Anschluss übernahm er als Präfekt die Leitung der Ala Sulpicia civium Romanorum.
Marcianus war in der Tribus Quirina eingeschrieben.

## Cohors II Hispana
Margaret M. Roxan und John E. H. Spaul ordnen Marcianus der Cohors II Hispana Vasconum zu, die in der Provinz Mauretania Tingitana stationiert war. Michael Alexander Speidel hält es dagegen für möglich, dass er Kommandeur der Cohors II Hispanorum war, die in der Provinz Galatia et Cappadocia stationiert war.